# Ingolf
Mansnamnet Ingolf är ett fornnordiskt namn som betyder "Ings varg" där Ing är namnet på en fornnordisk gud. Samma Ing förekommer också i namn som Inge, Ingemund, Ingemar, Ingvald, Ingeborg och Ingvar.
Ingo är en tysk kortform av Ingolf. Kopplingen till varg är genom "-olf", dvs ulv som också har samband Wolf med Ulf. Vanligt förekommande i Norge, Danmark, Tyskland och Sydsverige (fd. danska provinserna) samt Island. I Blekinge (Ringamåla socken) används även dialektalt uttalet Ängolv. På Island stavas namnet Ingólfur och efternamnen blir därför Ingólfsson eller Ingólfssdóttir.
Den 31 december 2014 fanns det 411 män I Sverige med förnamnet Ingolf. Av dessa hade 93 namnet som tilltalsnamn. Det fanns 26 personer med Ingolf som efternamn.
I den finlandssvenska namnsdagslängden har Ingolf namnsdag 18 juni sedan 1950.

## Personer med namnet Ingolf
- Ingólfur Arnarson räknas som den första nordbon som bosatte sig på Island. Arn betyder örn. Han står staty i Reykjavik utanför kyrkan. Det finns också en gata i Reykjavik, Ingólfsstræti, uppkallad efter honom.
- Ingolf, greve av Rosenborg (född 1940), tidigare prins av Danmark.
- Ingolf Persson - grundare av Sweden Rock Festival - Skandinaviens största hårdrocksfestival.